# Berliet 16HP
Der Berliet 16 HP (auch Berliet 16 CV) ist als Bezeichnung für einige Baureihen von Pkw-Modellen bekannt. Hersteller war Berliet in Frankreich.

## Beschreibung

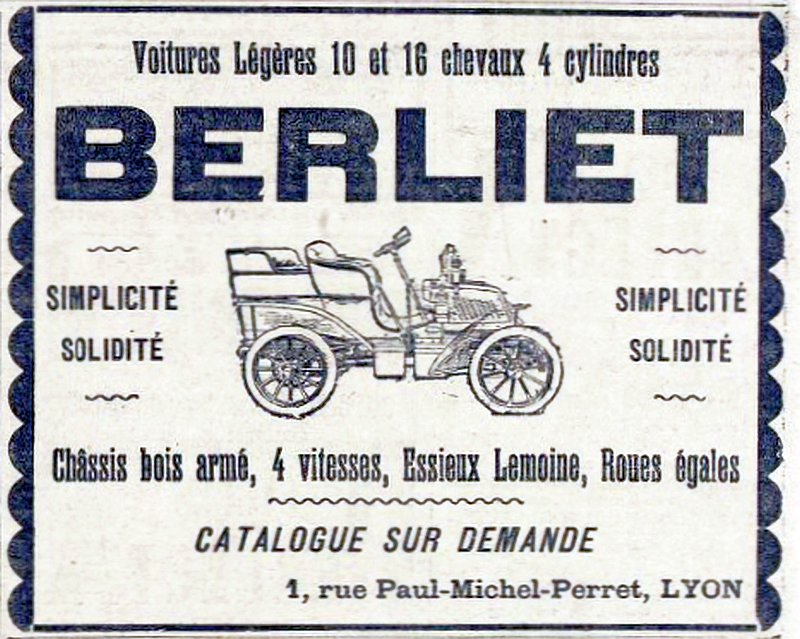
Berliet 16 CV (1902)

Mit der Bezeichnung Berliet 16 HP wurden im Verlauf der Modellgeschichte von Berliet mehrere Fahrzeuge angeboten. Statt der offenbar für den Käufer wenig aussagekräftigen internen Werksbezeichnung (bestehend aus einem oder mehreren Buchstaben) benutzte Berliet für seine PKW-Modelle gegenüber den Kunden in der Werbung und im Verkauf zur näheren Bezeichnung eines Typs üblicherweise die Angabe der Leistung. Hierbei wurden die englische Bezeichnung „HP“ (horse power) und die französische „CV“ (cheval vapeur) synonym verwendet; bei Berliet sprach man bis Mitte der 1920er Jahre fast ausschließlich von HP. Bis etwa 1908 war bei Berliet die tatsächliche Motorleistung (brake-horse-power, BHP oder CV reelles) namensgebend, danach die steuerlich relevante Leistung (tax HP bzw. CV fiscaux).
Die Verkaufsbezeichnung 16 HP kann – je nach Baujahr – folgenden Typen zugeordnet werden:
1901 – 1905: Berliet D
1920 –     : Berliet VL
1923 – 1924: Berliet VM
1929 – 1932: Berliet VIHP